# Harold Reginald Kerr
Sir Harold Reginald Kerr, britanski general, * 1894, † 1974.